# Igor Daxner
Igor Daxner (26. září 1893 Tisovec – 18. dubna 1960 Bratislava) byl slovenský právník, soudce a protifašistický bojovník.

## Životopis
Navštěvoval obecnou školu v Tisovci, pocházel z právnické rodiny. Během první světové války se dostal do ruského zajetí a přidal se k československým legionářům, kde působil jako komisař. Až v roce 1929 absolvoval na Právnické fakultě UK v Bratislavě, kde získal titul doktora práv. Poté působil postupně u vrchního soudu v Bratislavě a generální prokuratury v Brně, za druhé republiky byl soudním radou Nejvyššího soudu v Brně a v letech 1939 až 1943 slovenského Nejvyššího soudu v Bratislavě.
Kvůli účasti v odboji byl zbaven funkce a krátce vězněn, poté se účastnil Slovenského národního povstání. Během něj byl příslušníkem 1. čs. armády na Slovensku, do října 1944 v hodnosti major vedoucím politickopropagačního oddělení jejího velitelství v Banské Bystrici. Byl mj. odpovědný za vydávání armádního deníku Bojovník. Téhož roku vstoupil do Komunistické strany Slovenska. Po přechodu do hor byl zpravodajským důstojníkem, od dubna 1945 příslušníkem 1. československého armádního sboru v SSSR.
Po osvobození Československa působil jako předseda retribučního Národního soudu v Bratislavě a v letech 1946–1947 vedl proces proti exponentům slovenského státu – předsedal senátu, který soudil Jozefa Tisa, Ferdinanda Ďurčanského a Alexandra Macha. Po převratu v únoru 1948 byl jmenován předsedou Nejvyššího soudu, jímž byl až do 20. září 1953, kdy odešel do důchodu. Je zodpovědný za desítky vynesených trestů smrti a stovky odsouzených na dlouhá léta v komunistických žalářích.[zdroj?] Po odchodu z justice působil ještě jako externí spolupracovník Ústavu státu a práva SAV v Bratislavě.

## Dílo
- Ľudáctvo pred Národným súdom 1945–1947, Bratislava 1961